# Protéose peptone
Les protéose peptones sont des peptides et protéines du lait. C'est un ensemble hétérogène de peptides résultant de l'hydrolyse des protéines du lait par les protéases que le lait contient également, et de protéines stables à la chaleur et à l'acidité.

## Définition
Par définition, la fraction protéose peptone du lait est composée des matières azotées peptidiques qui ne précipitent pas lors d'une acidification à pH inférieur à 4,6 (les protéines alors précipitées sont les caséines), et qui ne sont pas dénaturées par la chaleur (contrairement aux autres protéines du lactosérum, notamment les albumines comme l'alpha-lactalbumine ou les globulines comme la bêta-lactoglobuline).
Le terme « protéose-peptone » est historique (il a été donné par Rowland en 1938) mais imprécis, il vient de ce que les peptides de cette fraction sont un hydrolysat de protéines, les protéoses étant les peptides et protéines de cet hydrolysat précipitables au sulfate d'ammonium, tandis que les peptones ne sont pas précipitées. S'y ajoutent des protéines natives du lait, qui ne sont ni des caséines ni coagulables à la chaleur.

## Composition
Cette fraction protéique représente environ 0,60 g/L dans le lait de vache frais, soit 8,9 % du total des protéines et peptides. On peut y distinguer deux types de protéines et peptides :
- d'une part plusieurs peptides issus de l'hydrolyse de la caséine β[3] par la plasmine bovine[2] : 
  - les protéose-peptones 5 (PP5), sous-séquences 1-105 et 1-107[4], d'un poids moléculaire de 14,3 kDa ;
  - la protéose-peptone 8 lente (PP8-l ou PP8S), séquence 29-107 de la caséine β, 9,9 kDa ;
  - la protéose-peptone 8 rapide (PP8-r ou PP8F), séquence 1-28 de la caséine β, 4 kDa ;
- d'autre part un groupe de glycoprotéines hydrophobes, dont la plus importante en masse est la PP3 :
  - la PP3 est une glycoprotéine phosphorylée de 28 kDa pour 135 acides aminés, capable de fixer le calcium et d'inhiber la lipolyse. On l'appelle aussi lactophorine ou lactoglycophorine, parfois abrégé en LP28, et sa protéolyse libère des peptides susceptibles d'avoir des propriétés antibactériennes[5], ou immunomodulatrices[6] ;
  - la LP18 est une glycoprotéine très hydrophobe, de masse proche de 18 kDa, issue de la dégradation de la LP28 par la plasmine (f.54-135)[2] ;
  - la LP16, elle aussi issue de la dégradation de la LP28, présente des propriétés antivirales[2].

Les désignations PP3, 5 et 8 proviennent des pics identifiables par électrophorèse du lactosérum, ils ont été nommés en 1955 par Larson et Rolleri, Kolar et Brunner identifiant le doublet du pic 8 et précisant donc les noms PP8-lent et PP8-rapide en fonction des vitesses de migration électrophorétiques.
Sans aller jusqu'à identifier les peptides, d'autres fractions ont été nommées, définies par leurs propriétés  : 
- la fraction « sigma-protéose », obtenue par coagulation thermique du lactosérum, puis traitement du surnageant au sulfate d'ammonium, a des propriétés tensio-actives ;
- la « fraction protéique mineure » comporte des protéines photosensibles à l'origine d'altérations de la flaveur du lait.

La fraction protéose-peptone est riche en glucides (11 %), qui témoignent de la présence des glycoprotéines. Par ailleurs sa composition varie avec le temps : elle continue de se former lors du stockage du lait (hormis le composant PP3), sous l'effet des enzymes protéolytiques natives du lait agissant sur les protéines lactiques.